# Hakea lissocarpha
Hakea lissocarpha (лат.) — кустарник, вид рода Хакея (Hakea) семейства Протейные (Proteaceae). Произрастает на обширной территории округов Средне-Западный, Уитбелт, Пиил, Юго-Западный, Большой Южный и Голдфилдс-Эсперанс Западной Австралии.

## Ботаническое описание
Hakea lissocarpha — колючий лигнотуберозный густой широкий кустарник высотой от 0,4 до 1,5 м с гладкой или шероховатой серой корой. Цветёт с мая по сентябрь и даёт очень сладкие душистые бело-кремовые, желтые или розовые цветки в кистях в пазухах листьев верхних веточек. Листья короткие, чёткие и заострённые, разделены на множество долек. Плоды яйцевидной формы от гладких до грубых и бородавчатых, длиной 1,5—2 см и шириной 1 см, которые сужаются к двум коротким клювам.

## Таксономия
Вид Hakea lissocarpha был впервые официально описан шотландским ботаником Робертом Броуном в 1830 году. Видовой эпитет — от греческих слов lissos, означающего «гладкая», и carphos, означающего «сухая трава», ссылаясь на прицветники, окружающие бутон цветка.

## Распространение и местообитание
H. lissocarpha — изменчивый и распространённый вид, широко представленный от побережья Нортгемптона до бухты Израэлит. Растёт в пустошах или лесистых местностях на песке, суглинке, латеритовом гравии или известняке. Требует полного солнца или полутени с хорошим дренажем. Может использоваться для хеджирования и обеспечивает среду обитания для диких животных, устойчив к засухе и заморозкам.

## Охранный статус
Вид Hakea lasiantha классифицируется как «не угрожаемый» Департаментом парков и дикой природы правительства Западной Австралии.